# Neotrombicula autumnalis
Neotrombicula autumnalis är en spindeldjursart som först beskrevs av Shaw 1790.  Neotrombicula autumnalis ingår i släktet Neotrombicula, och familjen Trombiculidae. Arten är reproducerande i Sverige.